# Paul Lincke
Carl Emil Paul Lincke (7. listopadu 1866 Berlín –3. září 1946 Hahnenklee-Bockswiese) byl německý hudební skladatel a divadelní dirigent. Bývá nazýván „otcem berlínské operety“.

## Život
Narodil se 7. listopadu 1866 v Berlíně, v rodině úředníka magistrátu Augusta Linckeho. Jeho otec si přivydělával hrou na housle v malých orchestrech. Zemřel, když bylo Paulovi 5 let.
Záhy bylo zřejmé jeho hudební nadání a zajímal se především o vojenskou hudbu. Proto ho matka po skončení školní docházky poslal do učení do Wittenberge. V městském orchestru hrál na fagot. Kromě toho se učil hrát i na baskřídlovku, klavír, housle a bicí nástroje. Nesplňoval však tělesné proporce předepsané pro vojenské hudebníky a proto se v roce 1884 vrátil do Berlína. Získal místo fagotisty v divadle Central-Theater v berlínské čtvrti Luisenstadt, které se v té době zaměřovalo na lidové hry, frašky a parodie. Po roce přešel do divadla Ostend-Theater. Zde se okamžitě zamiloval do šestnáctileté subrety Anny Müllerové, se kterou se v roce 1893 oženil. Manželství však vydrželo pouze pět. V roce 1898 se rozvedli a Anna se pod jménem Anna Müller-Lincke později v Berlíně stala obdivovanou divadelní i filmovou herečkou.
Dva roky strávil Paul Lincke jako dirigent v nejznámějším evropském varieté Folies Bergère v Paříži. Po návratu do Berlína uvedl v divadle Apollo operetu Paní Luna, která dosáhla neobyčejného úspěchu. Jen v divadle Apollo se hrála více než šestsetkrát. Den premiéry této operety je považován za den zrodu berlínské operety. Následovala další úspěšná díla a Paul Lincke se ocitl na vrcholu slávy. V roce 1908 se stal šéfdirigentem a skladatelem divadla Metropol, jehož nákladné revue se staly jednou z hlavních atrakcí Berlína.
S příchodem nacistů k moci si Lincke jen upevnil své postavení. Nacistickým režimem byl oslavován. V roce 1937 získal Stříbrnou medaili cti svého rodného města a ke svým 75. narozeninám se stal čestným občanem Berlína. Opereta Paní Luna byla v roce 1941 zfilmována.
Jeho pochod "Berliner Luft" se stal neoficiální hymnou Berlína.
Poté, co za Druhé světové války započalo bombardování Berlína, byly mnohé ústřední úřady a hlavně některá oddělení nemocnic, přesunuty do Mariánských Lázní. Tam přesídlil i Paul Lincke. V Mariánských Lázních prožil dva roky. Po osvobození města americkou armádou, hrál své skladby pro americké vojáky. S pomocí amerického generála Arthura J. Pierce byl evakuován nejprve do Arzbergu v Bavorsku. Později se ze zdravotních důvodů přestěhoval do Hahnenklee v pohoří Harz. V Hahnenklee také krátce před svými osmdesátými narozeninami zemřel a byl pochován

## Dílo

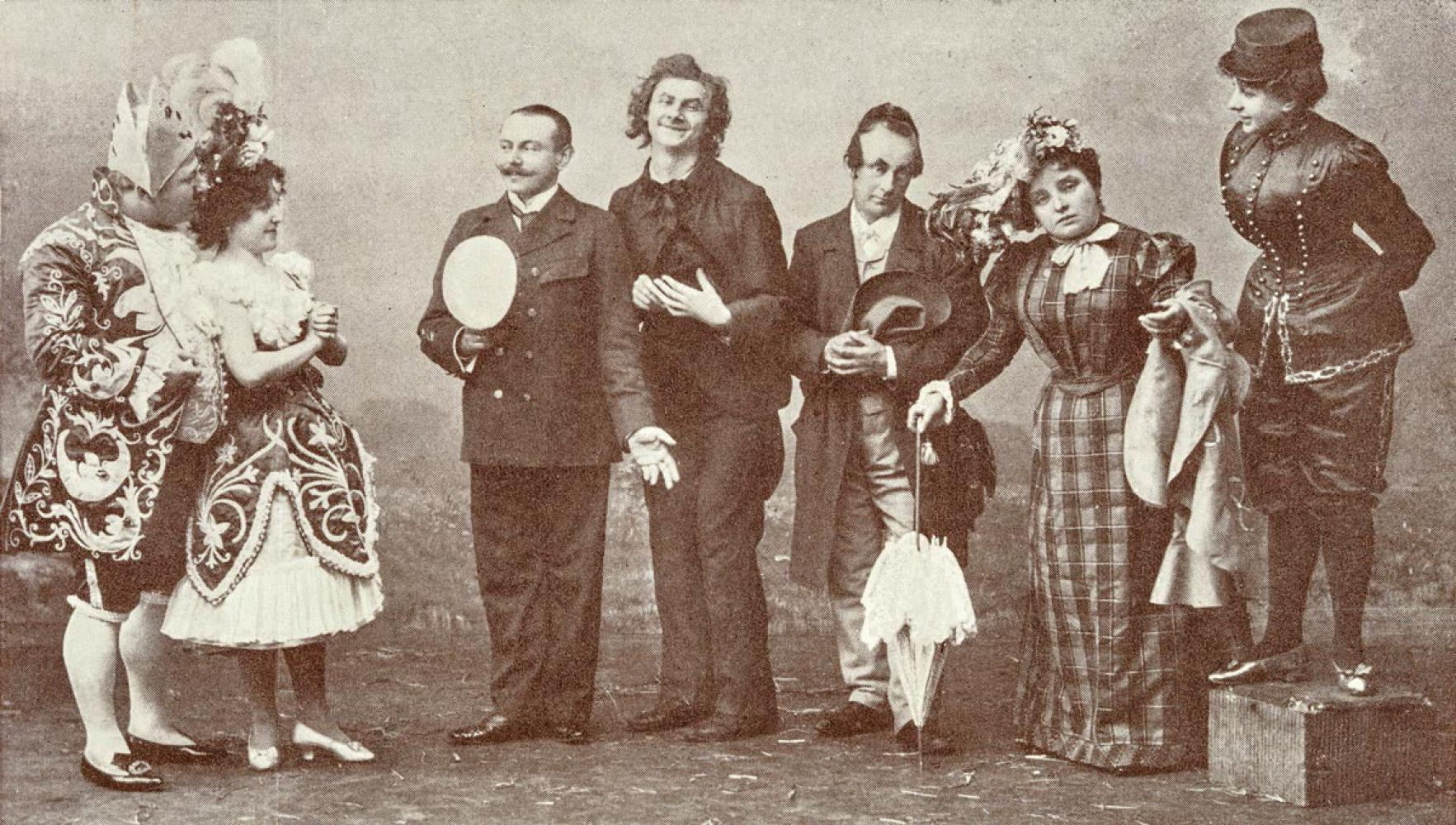
Scéna z operety „Paní Luna“ (1899).

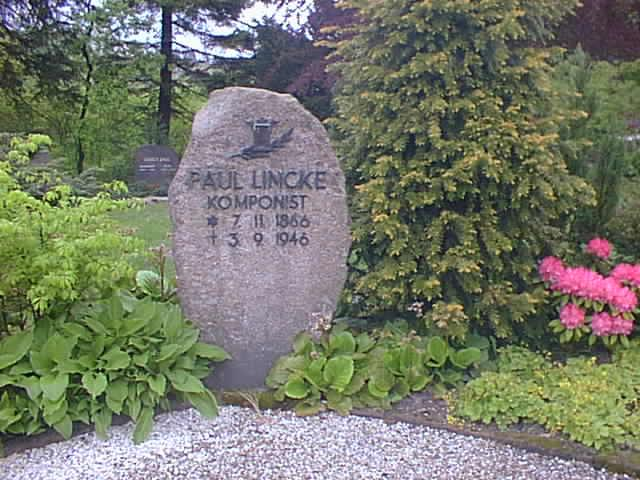
Hrob skladatele v Hahnenklee.

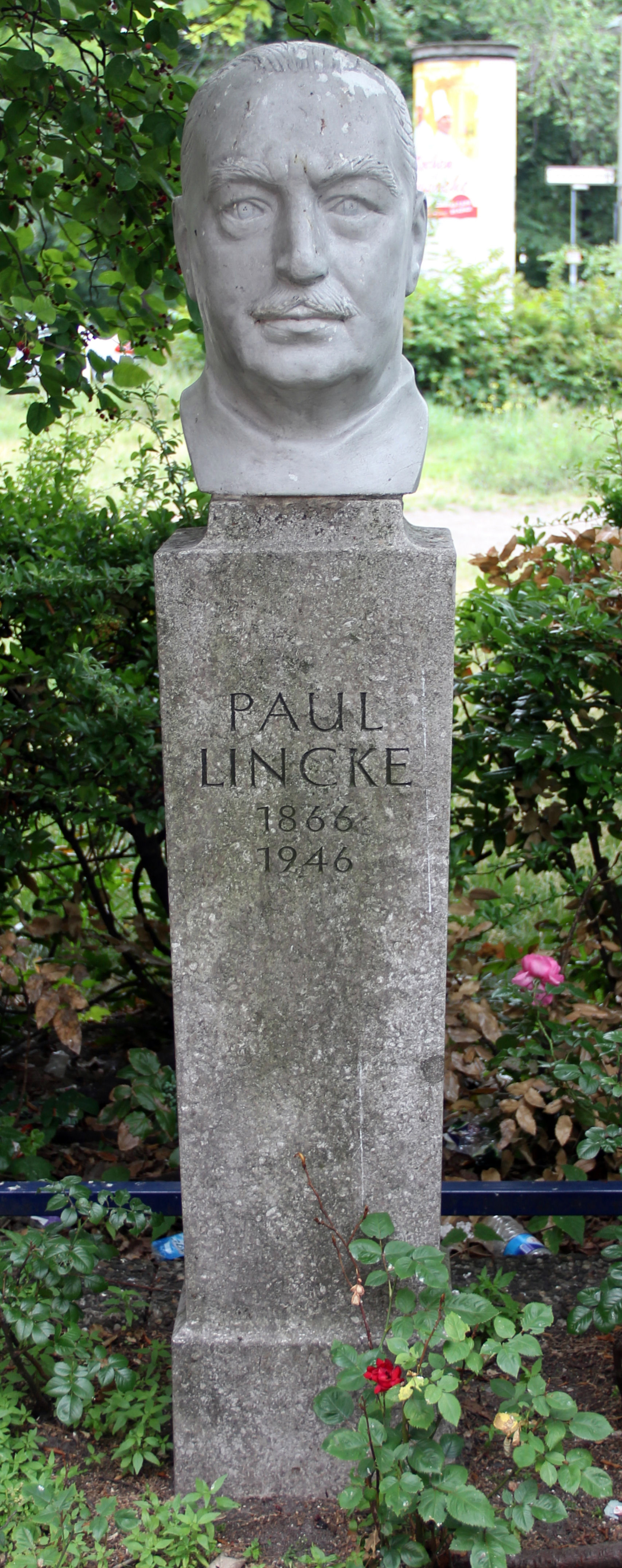
Busta skladatele v Berlíně.

### Jevištní díla
- Verkehrte Welt (singspiel, Heinrich Bolten-Baeckers, 1895 Berlín)
- Die Spree-Amazone (fraška se zpěvy, A. Senefeld, 1896 Berlín)
- Unter den Linden (baletní fantasie, Benno Jacobson, 1896 Berlín)
- Der deutsche Michel (lidová hra se zpěvy, Rudolf Kneisel, 1896 Berlín)
- Ein Abenteuer im Harem (singspiel, Heinrich Bolten-Baeckers, 1896 Berlín)
- Eine lustige Spreewaldfahrt (burleska, Alfred Schmasov, 1897 Berlín)
- Venus auf Erden (parodická opereta, Alfred Schmasov, 1897 Berlín, Apollo-Theater)
- Frau Luna (opereta, Heinrich Bolten-Baeckers, 1899 Berlín, Apollo Theater)
- Im Reiche des Indra (komická opereta, Alfred Schmasov a Leopold Ely, 1899 Berlín, Apollo Theater)
- Fräulein Loreley (opereta, Heinrich Bolten-Baeckers, 1900 Berlín, Apollo Theater)
- Lysistrata (fantastická operetní burleka, Heinrich Bolten-Baeckers a Max Neumann, 1902 Berlín, Apollo Theater)
- Im Riesengebirge (fraška se zpěvy, Gustav von Moser a Paul Lehnhardt, 1902 Berlín)
- Nakiris Hochzeit, oder Der Stern von Siam (opereta, Heinrich Bolten-Baeckers, 1902 Berlín, Apollo Theater)
- Am Hochzeitsabend (opereta, Heinrich Bolten-Baeckers, 1903 Kolín nad Rýnem)
- Berliner Luft (výpravná burleska, Jacobson, 1904 Berlín)
- Außer Rand und Band (burleska se zpěvy, Carl Lindau a F. Antony), 1905 Vídeň)
- Bis früh um Fünfe (fraška se zpěvy, Alfred Schönfeld, Jean Kren a Arthur Lippschitz, 1905 Berlín)
- Prinzeß Rosine (opereta, Heinrich Bolten-Baeckers, 1905 Berlín, Apollo Theater)
- Hochparterre links (fraška se zpěvy, Alfred Schönfeld, Jean Kren a Arthur Lippschitz, 1906 Berlín)
- Das blaue Bild (fantasie, Heinrich Bolten-Baeckers, 1906 Berlín)
- Wenn die Bombe platzt (fraška se zpěvy, Alfred Schönfeld, Jean Kren a Arthur Lippschitz, 1906 Berlín)
- Eine lustige Doppelehe (fraška se zpěvy, Kurt Kraatz a Alfred Schönfeld, 1906 Berlín)
- Ihr Sechs-Uhr-Onkel (fraška se zpěvy, Alfred Schönfeld a Jean Kren, 1907 Berlín)
- Donnerwetter, tadellos! (Julius Freund), große Jahresrevue Vorspiel 9 Bilder (15. Sept. 1908 Berlín, Metropol-Theater)
- Immer oben auf (fraška se zpěvy, Alfred Schönfeld, Jean Kren a Bernhard Buchbinder, 1908 Berlín)
- Halloh! Die große Revue! (výpravná komedie, Julius Freund, 1909 Berlín, Metropol-Theater)
- Nu hat's geschnappt (berlínská fraška, Oskar Sachs, 1910 Berlín)
- Grigri (opereta, Heinrich Bolten-Baeckers, 1911 Kolín nad Rýnem, Metropol Theater)
- Champagner-Visionen (balet, Helene Thiele-Leonhardt, 1911 Darmstadt)
- Casanova (opereta, Willi Steinberg a Jacques Glück, 1913 Saská Kamenice)
- Fräulein Kadett (hudební veselohra, Julius Winkelmann a Willi Steinberg, 1914 Dortmund)
- Pst! Pst! (hudební fraška, Leonhard Haskel a Willi Steinberg, 1917 Hamburg)
- Stahl und Gold (obraz doby ve veších, Leo Leipziger, 1917 Memel)
- Einst und Jetzt (revue, 1924 Berlín)
- Ein Liebestraum (opereta, Alexander Oskar Erler a Neumann, 1940 Hamburg, Theater an der Reeperbahn)

### Filmová hudba
- Donnerwetter, tadellos (1908)
- Hallo! Die große Revue: Der Schönheitsabend (1909)
- Alles aus Liebe (1913)
- Das alte Ballhaus (1925)
- Paul und Pauline (1936)
- Es leuchten die Sterne (1938)
- Frau Luna (1941)
- Der blaue Strohhut (1949)
- Symphonie einer Weltstadt (dokumentární, 1950)
- Heimlich, still und leise (1953)
- Solang' noch untern Linden (1958)
- Frau Luna (TV film, 1964)
- Paul Lincke – Biografie (TV série, 1968)
- Frau Luna (TV film, 1975)
- Spreelore oder Das heiße Blut (TV film, 1980)